# Senguio
Senguio är en kommun i Mexiko.   Den ligger i delstaten Michoacán de Ocampo, i den södra delen av landet, 130 km väster om huvudstaden Mexico City.
Följande samhällen finns i Senguio:
- Los Sauces
- San José Soto
- Milpillas
- Chincua
- San Antonio Primera Fracción
- Segunda Manzana de Chincua
- Cachivi
- El Calabozo Segunda Fracción
- El Huérfano
- Rosa Azul
- La Loma
- Manzana de Carindapaz Uno
- Hacienda de San Antonio
- Emiliano Zapata
- El Salitrillo
- Cuartel Tercero
- El Cuartel Quinto
- Las Polvillas
- Santa Ana
- Cerro del Tecomate
- San Rafael
- Los Ailes
- Cambaye
- El Puerto